# David Davies (pływak)
David Davies (ur. 3 marca 1985 w Barry) – brytyjski pływak. Zdobył brązowy medal na 1500 metrów w stylu dowolnym podczas igrzysk Olimpijskich w Atenach (2004). Był specjalistą od pływania na długich dystansach.